# (2515) Gansu
(2515) Gansu (1964 TX1) – planetoida z pasa głównego asteroid okrążająca Słońce w ciągu 5,68 lat w średniej odległości 3,18 j.a. Odkryta 9 października 1964 roku.